# 嵐になれ
「嵐になれ」（あらしになれ）は、山本淳一の1作目のシングル。1992年12月16日発売。発売元はポニーキャニオン。

## 概要
元々の原曲が『ストリートファイターII』のリュウステージの曲であり、『熱唱!!STREET FIGHTER II』からのシングルカットである。『熱唱!!STREET FIGHTER II』と宮前真樹のシングル『夢へのポジション』と3楽曲同時に発売された。同時発売になった経歴は全く解っていない。1998年に『ストリートファイター アーティストアルバム』に再収録となった。
リュウのステージ曲のため、ジャケットは隆同様の白道着、赤鉢巻きを着用し、ファイティングポーズをしている山本の写真を起用している。

## 収録曲
1. 嵐になれ
（作詞：松井五郎、作曲：アルフ ライラ、編曲：戸田誠司）
2. 嵐になれ（マイナスリードヴォーカル・カラオケ）